# A Division 1954-1955 (Irlanda)
La stagione 1954-1955 è stata la trentaquattresima edizione della League of Ireland, massimo livello professionistico del calcio irlandese.

## Classifica finale
|  |     | Classifica finale 1955-1956 | Pt | G  | V  | N | P  | GF | GS | DR  |
|  | --- | --------------------------- | -- | -- | -- | - | -- | -- | -- | --- |
|  | 1.  | St Patrick's                | 36 | 22 | 17 | 2 | 3  | 62 | 31 | +31 |
|  | 2.  | Waterford                   | 33 | 22 | 16 | 1 | 5  | 70 | 43 | +27 |
|  | 3.  | Shamrock Rovers             | 28 | 22 | 12 | 4 | 6  | 63 | 37 | +26 |
|  | 4.  | Shelbourne                  | 28 | 22 | 13 | 2 | 7  | 62 | 41 | +21 |
|  | 5.  | Cork Athletic               | 25 | 22 | 10 | 5 | 7  | 53 | 51 | +2  |
|  | 6.  | Drumcondra                  | 23 | 22 | 9  | 5 | 8  | 38 | 30 | +8  |
|  | 7.  | Bohemians                   | 19 | 22 | 9  | 1 | 12 | 41 | 55 | -14 |
|  | 8.  | Limerick                    | 17 | 22 | 8  | 1 | 13 | 32 | 50 | -18 |
|  | 9.  | Sligo Rovers                | 15 | 22 | 6  | 3 | 13 | 34 | 49 | -15 |
|  | 10. | Transport                   | 14 | 22 | 5  | 4 | 13 | 22 | 51 | -29 |
|  | 11. | Evergreen United            | 13 | 22 | 4  | 5 | 13 | 34 | 46 | -12 |
|  | 12. | Dundalk                     | 13 | 22 | 5  | 3 | 14 | 39 | 66 | -27 |

### Verdetti
- Saint Patrick's Athletic campione d'Irlanda 1954-1955.

## Statistiche

### Squadre
- Maggior numero di vittorie:  St Patrick's (17)
- Minor numero di sconfitte:  St Patrick's (3)
- Migliore attacco:  Waterford (70 gol fatti)
- Miglior difesa:  Drumcondra (30 gol subiti)
- Miglior differenza reti:  St Patrick's (+31)
- Maggior numero di pareggi:  Cork Athletic,  Drumcondra e  Evergreen United (5)
- Minor numero di pareggi:  Waterford,  Bohemians e  Limerick (1)
- Maggior numero di sconfitte:  Dundalk (14)
- Minor numero di vittorie:  Evergreen United (4)
- Peggiore attacco:  Transport (22 gol fatti)
- Peggior difesa:  Dundalk (66 gol subiti)
- Peggior differenza reti:  Transport (-29)

### Capocannoniere
|  | Gol | Marcatore   | Squadra   |
|  | --- | ----------- | --------- |
|  | 30  | Jimmy Gauld | Waterford |